# Musa fitzalanii
Musa fitzalanii là một loài thực vật có hoa trong họ Musaceae. Loài này được F.Muell. miêu tả khoa học đầu tiên năm 1875.